# Amazohoughia argentifrons
Amazohoughia argentifrons là một loài ruồi trong họ Tachinidae.